# Командный чемпионат Европы по спортивной ходьбе 2023
Командный чемпионат Европы по спортивной ходьбе 2023 года прошёл 21 мая в курортном городе Подебрады (Чехия). Сильнейших выявляли взрослые спортсмены и юниоры до 20 лет (2004 года рождения и моложе). Были разыграны 12 комплектов медалей (по 6 в личном и командном зачёте).
Право проведения командных чемпионатов Европы в 2021, 2023 и 2025 годах было доверено городу Подебрады в мае 2019 года Советом Европейской легкоатлетической ассоциации. До этого чешский курорт принимал Кубок Европы в 2017 году.
В 2023 году в программе турнира произошли очередные изменения. По решению World Athletics, с 2022 года на всех основных международных соревнованиях дистанция 50 км заменялась на 35 км. В Подебрадах произошёл дебют этой дисциплины у мужчин. При этом женщины впервые разыграли медали в ходьбе на 35 км ещё на предыдущем чемпионате.
Сборные России и Белоруссии в марте 2022 года были отстранены от международных соревнований решением World Athletics и Европейской легкоатлетической ассоциации в связи с вторжением российских войск на Украину. На момент проведения чемпионата в Подебрадах военные действия продолжались, запрет на участие российских и белорусских легкоатлетов сохранялся.
Каждая команда могла выставить до четырёх спортсменов в каждый из взрослых заходов и до трёх — в юниорских соревнованиях. Лучшие сборные в командном зачёте определялись по сумме мест трёх лучших спортсменов среди взрослых и двух лучших — среди юниоров.
На старт вышли 210 ходоков из 22 стран Европы (81 мужчина, 67 женщин, 29 юниоров и 33 юниорки). Трасса длиной один километр была проложена по территории Лазенского парка.

## Расписание
| Дата        | Время | Забег                       |
| ----------- | ----- | --------------------------- |
| 21 мая 2023 | 07:30 | 35 км мужчины 35 км женщины |
| 21 мая 2023 | 11:40 | 20 км женщины               |
| 21 мая 2023 | 14:10 | 20 км мужчины               |
| 21 мая 2023 | 16:20 | 10 км юниоры                |
| 21 мая 2023 | 17:25 | 10 км юниорки               |

Время местное (UTC+2:00)

## Итоги соревнований
В женском заходе на 35 км был установлен новый мировой рекорд. Испанка Мария Перес преодолела дистанцию за 2:37.15 и на 29 секунд улучшила предыдущее достижение, принадлежавшее Кимберли Гарсии из Перу. Днём ранее на чемпионате России было показано более быстрое время (Клавдия Афанасьева прошла за 2:37.11), но оно не было ратифицировано как рекорд из-за отсутствия международных судей. Вслед за Перес финишировали две её соотечественницы Ракель Гонсалес и Кристина Монтесинос, обеспечив уверенную победу в командном первенстве.
Первым чемпионом на этой дистанции у мужчин стал Альваро Мартин из Испании. Со старта соперники отпустили его вперёд, и лишь после 10 км попытку ликвидировать 25-секундное отставание предпринял француз Орельен Киньон. К 25-му км он вышел на чистое второе место в 12 секундах от Мартина, но по ходу преследования получил три предупреждения от судей и был вынужден остановиться в штрафной зоне на 3 минуты 30 секунд. После этого испанец уверенно финишировал первым с преимуществом в полторы минуты над серебряным призёром. Киньон закончил дистанцию четвёртым.
Андигони Дризмбиоти из Греции не защитила свой чемпионский титул, но выиграла командный чемпионат Европы второй раз подряд. В 2021 году она стала сильнейшей в ходьбе на 35 км, а спустя 2 года первенствовала в заходе на 20 км. На заключительном круге ей удалось опередить олимпийскую чемпионку из Италии Антонеллу Пальмизано. 39-летняя Дризмбиоти стала самой возрастной победительницей в истории командных чемпионатов (Кубков) Европы по спортивной ходьбе.
Среди мужчин лишь Франческо Фортунато смог опередить Персеуса Карлстрёма из Швеции и помешать тому выиграть соревнования в третий раз подряд. Итальянец установил новый личный рекорд 1:18.59 и оказался быстрее не только Карлстрёма, но и своего соотечественника, олимпийского чемпиона Массимо Стано.

## Призёры
Курсивом выделены участники, чей результат не пошёл в зачёт команды

### Мужчины и юниоры
| Дисциплина             | Золото                                                                            | Золото     | Серебро                                                                      | Серебро    | Бронза                                                                  | Бронза   |
| ---------------------- | --------------------------------------------------------------------------------- | ---------- | ---------------------------------------------------------------------------- | ---------- | ----------------------------------------------------------------------- | -------- |
| 20 км                  | Франческо Фортунато Италия                                                        | 1:18.59    | Персеус Карлстрём Швеция                                                     | 1:19.27    | Массимо Стано Италия                                                    | 1:20.07  |
| 20 км (команды)        | Италия · Франческо Фортунато · Массимо Стано · Андреа Кози · Джанлука Пиккьоттино | 15 очков   | Испания · Луис Альберто Амескуа · Пол Макграт · Диего Гарсия · Альваро Лопес | 16 очков   | Германия · Нильс Брембах · Лео Кёпп · Карл Юнгханнсс · Йоханнес Френцль | 45 очков |
| 35 км                  | Альваро Мартин Испания                                                            | 2:25.35 NR | Кристофер Линке Германия                                                     | 2:27.05 NR | Мигель Анхель Лопес Испания                                             | 2:27.33  |
| 35 км (команды)        | Испания · Альваро Мартин · Мигель Анхель Лопес · Марк Тур · Мануэль Бермудес      | 12 очков   | Италия · Андреа Агрусти · Риккардо Орсони · Стефано Кьеза · Микеле Антонелли | 23 очка    | Германия · Кристофер Линке · Карл Доман · Натаниель Зайлер              | 33 очка  |
| Юниоры 10 км           | Диего Джампаоло Италия                                                            | 42.16      | Хайреттин Йылдыз Турция                                                      | 42.24      | Пабло Родригес Испания                                                  | 42.37    |
| Юниоры 10 км (команды) | Испания · Пабло Родригес · Пабло Постихо · Даниэль Морилья                        | 8 очков    | Италия · Диего Джампаоло · Джузеппе Дизабато · Андреа Ди Карло               | 9 очков    | Германия · Фредерик Вайгель · Яссам Абу-эль-Вафа · Арвид Коккель        | 13 очков |

### Женщины и юниорки
| Дисциплина              | Золото                                                                                      | Золото        | Серебро                                                                       | Серебро  | Бронза                                                        | Бронза   |
| ----------------------- | ------------------------------------------------------------------------------------------- | ------------- | ----------------------------------------------------------------------------- | -------- | ------------------------------------------------------------- | -------- |
| 20 км                   | Андигони Дризмбиоти Греция                                                                  | 1:29.17       | Антонелла Пальмизано Италия                                                   | 1:29.19  | Ана Кабесинья Португалия                                      | 1:29.35  |
| 20 км (команды)         | Италия · Антонелла Пальмизано · Валентина Траплетти · Александрина Михай · Элеонора Джорджи | 21 очко       | Украина · Людмила Оляновская · Елена Собчук · Анна Шевчук · София Крыловецкая | 25 очков | Франция · Клеманс Беретта · Полин Сте · Камиль Мутар          | 37 очков |
| 35 км                   | Мария Перес Испания                                                                         | 2:37.15 WR CR | Ракель Гонсалес Испания                                                       | 2:45.42  | Кристина Монтесинос Испания                                   | 2:45.58  |
| 35 км (команды)         | Испания · Мария Перес · Ракель Гонсалес · Кристина Монтесинос · Паула Хуарес                | 6 очков       | Италия · Федерика Курьяцци · Николь Коломби · Сара Витьелло · Лидия Барчелла  | 25 очков | Украина · Василина Сидорчук · Алина Цвилий · Валентина Наявко | 30 очков |
| Юниорки 10 км           | Джулия Габриэле Италия                                                                      | 46.42         | Альдара Мейлан Испания                                                        | 47.45    | Ана Делаэ Франция                                             | 48.04    |
| Юниорки 10 км (команды) | Испания · Альдара Мейлан · Хрисельда Серрет · София Сантакреу                               | 7 очков       | Италия · Джулия Габриэле · Джада Трайна · Софья Фьорини                       | 8 очков  | Франция · Ана Делаэ · Марин Мербиц · Агат Мийе                | 20 очков |